# 내 곁에 있어
《내 곁에 있어》는 2007년 3월 12일부터 같은 해 9월 28일까지 방영된 MBC 아침 드라마이다.

## 등장 인물

### 주요 인물
- 최명길(장선희)
- 이윤지(서은주) : 25세 (아역 문가영)
- 박상민(최동건) : 29세
- 김정욱(이윤섭) : 28세
- 김정민(민지애) : 21세

### 장선희의 주변 인물
- 정혜선(배정자) : 67세
- 임채무(민용기) : 50세
- 최주봉(민영화) : 72세

### 서은주의 주변 인물
- 김갑수(서준석)
- 백종민(서은호) : 25세
- 이설아(소슬비) : 20세, (본명 이금순)

### 주변 인물
- 김미경(윤섭 어머니) : 50대 중반
- 금보라(유일심) : 45세
- 미상(배선장) : 40세
- 이상이(홍서시) : 35세

### 그 외 인물
- 이설희(나라)
- 정희태(하 교수)
- 이진혁(광수)
- 강석정, 강찬양, 최윤정
- 한동환(기획사 실장)
- 유정석, 신영진, 이승형

### 특별출연
- 박근형 : 선희 부 역

## 연장
- 방영 분량이 120부작에서 24회 연장되어 144부작으로 변경 및 확정되었다.

## 참고 사항
- 최명길 (장선희 역)은 2001년 종영된 《온달 왕자들》이후 타방송사 위주로 활동했다가 해당 작품으로 MBC 복귀를 했지만[1] 그 이후에 역시 타방송사 위주로 활동했으나 2010년 《폭풍의 연인》으로 MBC 복귀를 했다.

## 수상
- 2007년 MBC 연기대상 연속극 부문 황금연기상 - 최명길, 이윤지

## 경쟁 프로그램
- 사랑도 미움도 (SBS)
- 사랑하기 좋은 날 (SBS)
- 순옥이 (KBS1)
- 그대의 풍경 (KBS1)
- 아줌마가 간다 (KBS2)
- 사랑해도 괜찮아 (KBS2)